# Shaun Lawton
Sydney Shaun Lawton (New Marske, 1941) è un attore, drammaturgo e poeta inglese.
Autore dell'opera teatrale Desperado Corner (1976), ha recitato parti secondarie in diversi film a cavallo tra gli anni settanta e la prima parte degli anni duemila.

## Filmografia parziale
- Possession, regia di Andrzej Żuławski (1981)
- Napoli-Berlino, un taxi nella notte, regia di Mika Kaurismäki (1987)
- Doctor M., regia di Claude Chabrol (1990)
- Beyond the Sea, regia di Kevin Spacey (2004)
- Æon Flux - Il futuro ha inizio, regia di Karyn Kusama (2005)
- Le particelle elementari, regia di Oskar Roehler (2006)
- John Rabe, regia di Florian Gallenberger (2009)
- Anonymous, regia di Roland Emmerich (2011)